# Vladimír Kovářík (spisovatel)
Vladimír Kovářík (* 28. února 1946, Praha) je český publicista a spisovatel. Je synem českého literárního vědce Vladimíra Kováříka a bratr archeologa a publicisty Jana Kováříka. Vystudoval Fakultu žurnalistiky Univerzity Karlovy a dosáhl titulu PhDr. Nejprve pracoval několik let jako redaktor v nakladatelství Albatros, později byl provozním vedoucím galerie a poté nastoupil do deníku Mladá fronta.

## Dílo
- Holky se perou jinak (1978, dobrodružný román pro chlapce s detektivními prvky. společně s Ondřejem Neffem.
- Výbuch pod Kotlíkem (1990), dobrodružný prázdninový příběh pro mládež, společně se svým bratrem Janem.
- Štěpánka (1995), spoluautor publikace o Štěpánce Haničincové.
- Zloun (1996), spoluautor publikace o herci Janu Přeučilovi.